# Marcel Smolka
Marcel Smolka (* 23. Februar 1982 in Dorsten) ist ein deutscher Ökonom.

## Leben
Er studierte Betriebs- und internationale Volkswirtschaftslehre in Essen, Tübingen und Madrid (Abschluss: Diplom-Volkswirt). Nach der Promotion zum Dr. rer. pol. bei Wilhelm Kohler und Jens Südekum war er seit Mai 2014 Assistant Professor am Economics Department der Universität Aarhus. Seit September 2019 lehrt er als W3-Professor für Internationale und Institutionelle Ökonomie an der Europa-Universität Flensburg.
Seine Forschungsschwerpunkte sind internationale Wirtschaftsbeziehungen, insbesondere internationaler Handel, multinationale Unternehmen und Migration.